# 国营阳江农场
国营阳江农场是位于中国海南省琼中黎族苗族自治县一个类似乡级单位。

## 行政区划
下辖以下地区：
国营阳江场部社区、大丰分场场部社区、新进分场场部社区、国营阳江农场阳江分场一区、国营阳江农场阳江分场二区、国营阳江农场阳江分场三区、国营阳江农场阳江分场四区、国营阳江农场大丰分场先锋片、国营阳江农场大丰分场红旗片、国营阳江农场大丰分场跃进片、国营阳江农场新进分场一片、国营阳江农场新进分场二片和国营阳江农场新进分场三片。